# Daniel Davis
Daniel Davis (Gurdon, Arkansas, 26 de noviembre de 1945) es un actor de teatro, televisión y cine estadounidense, conocido principalmente por haber interpretado el papel del mayordomo Niles, en la serie The Nanny.

## Biografía
Nació en Gurdon, Arkansas. Su primer trabajo en la actuación fue a los 11 años de edad, cuando participó del casting del programa Betty's Little Rascals. Davis se graduó de la secundaria en Little Rock en 1963. Luego estudió en el Centro de Artes de Arkansas y el Conservatorio Americano de Teatro.
Se hizo popular en televisión interpretando el papel del marido de Beverlee McKinsey en la telenovela "Texas", desde octubre de 1980 hasta diciembre de 1981. En 1985 hizo de soldado en la cuarta temporada de la serie de televisión,"The Doctor is Out".
Participó en el episodio 9 de la primera temporada de Camino al cielo (Una oportunidad para una nueva estrella).
Apareció como personaje invitado en dos capítulos de Viaje a las Estrellas: La nueva generación, desempeñando el papel del Profesor Moriarty. Los capítulos son "Elementary dear Data" y "Ship in a bottle" ambos vinculados al mismo personaje.
Interpretó a su más famoso personaje, Niles el mayordomo en la serie de televisión The Nanny, desde el comienzo de la serie en 1993 hasta su final en 1999. Niles se caracterizó por sus chistes y bromas hacia la socia de Maxwell Sheffield, C.C Babbock, de la cual se enamora y se casa en los últimos episodios de la serie.
Su acento natural es norteamericano; sin embargo, su acento inglés cuando interpretó a Niles era tan bueno que muchos televidentes pensaron que Davis era de nacionalidad británica. 
En 2000, estuvo nominado como mejor actor en los premios Tony por su rol en la obra de teatro Wrong Mountain. Protagonizó la obra musical La Cage Aux Folles con Gary Beach desde noviembre del 2004 a marzo del 2005. Luego fue reemplazado por Robert Goulet.

En 2008, apareció en la serie de televisión Ugly Betty. En diciembre de 2010, apareció en la serie The Fran Drescher Show.
En 2022, hizo un breve pero notable papel como El profesor James Moriarty en Star Trek: Picard.